# Colo (gorilla)

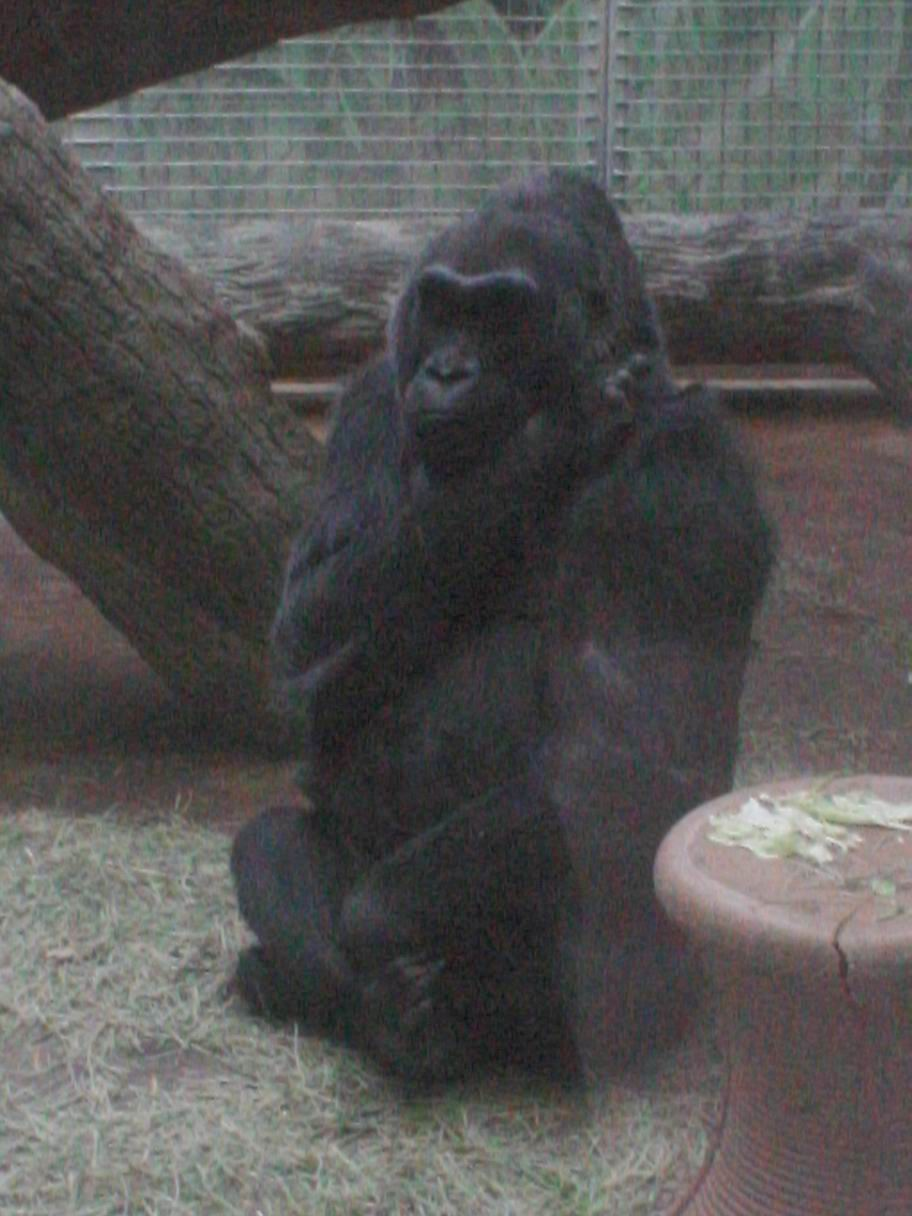
Colo, 5 mars 2009

Colo, född 22 december 1956 på Columbus Zoo and Aquarium i Columbus i Ohio, död 17 januari 2017, var en västlig gorillahona. Hon var den första kända gorillan som föddes i fångenskap. Colo var länge den äldsta levande gorillan i fångenskap; 2019 slogs det rekord av Trudy (boende i Little Rock Zoo i Arkansas), som då avled vid 63 års ålder.

## Biografi

### Bakgrund
Colo var avkomma till Millie och Baron Macombo. Dessa gorillor infångades av amerikanske viltjägaren "Gorilla Bill" Said i området Franska Kamerun (dagens Kamerun) i centrala Afrika. Gorillorna anlände till New York den 22 december 1950 och kom till Columbus Zoo den 8 januari 1951. Namnet Colo är en hopskrivning av hennes hemstad och -stat, Columbus, Ohio.

### Födelse
Vid födseln vägde Colo 3,75 pund (1,7 kilogram) och var 15 inch (38,1 centimeter) lång. Millie försköt ungen efter födseln och Colo föddes upp av djurparkens skötare. 

### Liv
Colo fick senare tre ungar med gorillan Bongo, Emmy den 1 februari 1968, Oscar den 18 juli 1969 och Toni den 28 december 1971. Även Colos ungar fick ungar och när Colo dog i januari 2017 var 20 barnbarn registrerade (7 från Toni och 13 från Oscar).

## Betydelse
Colo visade att den utrotningshotade gorillan kunde födas och leva i fångenskap. Samtidigt ökade hon kunskapen om djurarten, bland annat genom observationen att graviditeten varade i cirka 250 dagar.